# Ngựa Criollo

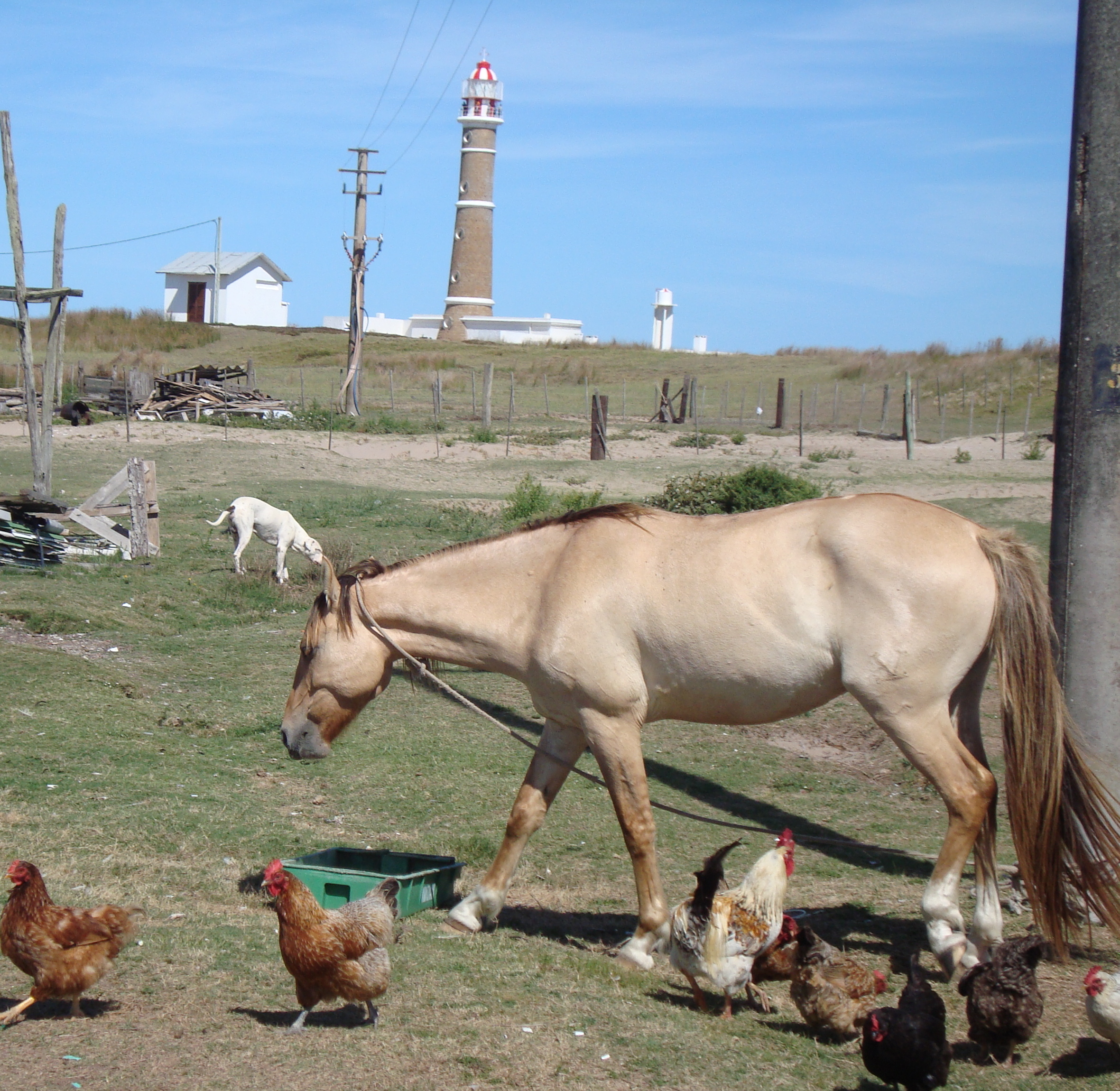
Một con ngựa Criollo lông màu cát ở Uruguay

Ngựa Criollo (theo tiếng Tây Ban Nha) hay ngựa Crioulo (theo tiếng Bồ Đào Nha) là một giống ngựa bản địa của vùng đồng cỏ Nam Mỹ (Pampas) như ở Uruguay (1910), Argentina (1918), Brazil (1932) và Paraguay. Đây là một giống ngựa có danh tiếng về độ bền bỉ với những bước di chuyển có sức chịu đựng độ bền đường dài xuất phát từ đặc điểm về sinh lý giống ngựa này là có sự trao đổi chất cơ bản thấp hơn các giống ngựa khác nên tiết kiệm được sức lực đỡ mất sức.
Giống ngựa này được biết đến với sự chăm chỉ nhẫn nại và sức chịu đựng dẻo dai nên rất phổ biến ở các nước ở vùng Nam Mỹ và được các nông dân cao bồi đồng cỏ (Gaucho) sử dụng nhiều cho việc đồng áng chăn thả, cũng như những cuộc thi đấu ngựa truyền thống. Một thí dụ về sức bền bỉ tuyệt luân của giống ngựa này là chuyến đi của Aimé Félix Tschiffely-vị giáo sư người Argentina gốc Thụy Sĩ (1894–1954), ông đã cưỡi giống ngựa bản địa Criollo này di chuyển trong suốt thời gian từ năm 1925 đến năm 1928.

## Lịch sử giống
Giống ngựa Criollo ban đầu được gọi là hậu duệ của những con ngựa có tổ tiên vốn là giống ngựa thuần chủng Tây Ban Nha được sinh ra ở châu Mỹ, cho nên trong tiếng Bồ Đào Nha thì từ Crioulo có nghĩa chỉ về súc vật hoặc nô lệ được sinh ra ở châu Mỹ, nhưng rồi từ từ theo thời gian, ý nghĩa của từ Crioulo này chỉ đơn giản là đề cập đến các giống bản địa của châu Mỹ. Giống ngựa này có mặt ở vùng Nam Mỹ từ năm 1535 với một thớt ngựa bao gồm 100 con ngựa Tây Ban Nha thuần chủng thuộc giống ngựa Andalucia đến từ cảng Cadiz thuộc Tây Ban Nha và lênh đên trên biển đến cập bến tại Rio de la Plata do người sáng lập Buenos Aires là Pedro de Mendoza nhập khẩu về.
Ngày nay, qua quá trình sử dụng và phát triển, giống ngựa này được những người nông dân chăn thả sử dụng chủ yếu như những loại gia súc lao tác (súc vật lao động), nhưng nó cũng được sử dụng là một dòng ngựa cưỡi bách bộ và con ngựa cưỡi đường trường (cưỡi ngựa đi trên đường mòn) mà những con ngựa này đã đóng góp rất nhiều cho môn Mã cầu Argentina (Polo). Chúng cũng là đối tượng cho môn cưỡi ngựa mạo hiểm (Rodeo) và cuộc thi về độ bền ngựa trong những cuộc đua đường trường, thông thường cuộc thi đua Rodeo tầm quốc gia được gọi là "Paleteada".